# Arborophila mandellii
La arborófila pechirroja (Arborophila mandellii) es una especie de ave de la familia de los faisánidos que habita el piso inferior de la selva húmeda, en los alrededores del Himalaya, el norte de la India y sureste del Tíbet. 